# Unterer Großhartmannsdorfer Teich
Der Untere Großhartmannsdorfer Teich, auch als Zehntler Teich bzw. Großhartmannsdorfer Großteich bezeichnet, ist flächenmäßig der größte Stausee der Revierwasserlaufanstalt Freiberg (RWA).

## Lage
Der Teich liegt nordöstlich von Großhartmannsdorf zwischen Großhartmannsdorf und Helbigsdorf.

## Geschichte
An Stelle des heutigen Teiches befand sich im 16. Jahrhundert eine vermoorte Geländesenke mit einem kleinen Mühlteich. Dieser Teich wurde zwischen 1568 und 1572 zu einem Kunstteich ausgebaut, um die Wasserversorgung der Freiberger Bergbauanlagen (Aufschlagwasser für Wasserräder, Wasser für Pochwerke und Erzwäschen) auch in niederschlagsarmen Zeiten sicherzustellen.
Gestaut werden die Gewässer Großhartmannsdorfer Dorfbach, Kuhbach und Zethauer Kunstgraben. Zusätzlich ist der Stausee durch Röschen und Kunstgräben mit dem Oberen, dem Mittleren Großhartmannsdorfer Teich und dem Rothbächer Teich verbunden.
Der Damm wurde im Laufe der Geschichte mehrfach erhöht, so dass er heute mit einer Länge von 492 Metern, einem Fassungsvermögen von über 1,6 Millionen m3 und einer Staufläche von über 60 Hektar neben den im 20. Jahrhundert errichteten Talsperren das größte Standgewässer im Erzgebirge ist.
In den neben dem Teich verbliebenen Moorbereichen mit einer bis zu 3 Meter mächtigen Torfschicht wurde insbesondere ab dem 18. Jahrhundert hinein intensiv Torfabbau betrieben. Eine Abbildung der Torfgewinnung findet sich in dem bekannten Buch Sylvicultura Oeconomica von Hans Carl von Carlowitz. Der Abbau endete 1961 auch auf Druck des Naturschutzes.
Mit dem Niedergang des Freiberger Bergbaus endete die Nutzung des Unteren Großhartmannsdorfer Teiches zur bergbaulichen Wasserversorgung. Der Teich dient heute der Betriebswasserversorgung und in geringem Maße dem Hochwasserschutz.
Schon mit Anlage des Teiches wurde dieser zur Fischzucht, insbesondere von Karpfen, genutzt. Diese Nutzung hält bis heute an.

## Staudamm
Der Staudamm ist ein Erddamm mit Lehmkerndichtung und wasserseitiger Tarrasmauer. Wie alle Anlagen der RWA hat er ein Striegelhaus mit einem Schieber, dem Striegel.

## Naturschutz
Der Untere Großhartmannsdorfer Teich wurde 1967 mit einer Fläche von 110 Hektar als Naturschutzgebiet (NSG) ausgewiesen. 1997 wurde das Areal um weitere 45 Hektar erweitert. Das NSG ist zugleich Bestandteil des FFH-Gebietes „Freiberger Bergwerksteiche“.
Die Pflanzenwelt umfasst etwa 260 Arten, darunter Scheidengras, Schlammkraut, Moorbirken und Moosbeeren. Für die Tierwelt ist der Teich ein bedeutendes Brut-, Mauser- und Rastgebiet für zahlreiche Wasser- und Sumpfvögel wie Stock-, Krick-, Tafel- und Reiherenten, Hauben- und Zwergtaucher, Wasserralle, Schwarzhalstaucher, Trauerseeschwalben und Alpenstrandläufer. Daneben nutzen verschiedene Fledermausarten den Teich mit seinen Insekten als Nahrungsquelle.
Im Teich selbst sind aufgrund der Fischzuchtmaßnahmen u. a. Karpfen, Schleie, Hechte, Rotfedern und Zander zu Hause. Auch für Amphibien wie Gras-, Teich- und Moorfrösche, Erdkröten, Teich- und Bergmolche sowie Ringelnattern ist der Teich und die Umgebung Lebensraum.
Darüber hinaus wurden über 70 Spinnenarten, 146 Schmetterlingsarten, 14 Laufkäfer und 12 Heuschreckenarten nachgewiesen. Die Libellenfauna umfasst 29 Arten, darunter Plattbauch-Libellen, Vierfleck und Große Königslibelle.
Unter den Säugetieren kommen Zwergmäuse, Iltis, Mink und Fischotter vor.